# Hebenstretia anomala
Hebenstretia anomala är en flenörtsväxtart som beskrevs av H. Roessler. Hebenstretia anomala ingår i släktet gatörter, och familjen flenörtsväxter. Inga underarter finns listade i Catalogue of Life.